# Basilisc (mitologia catalana)
|  | Per a altres significats, vegeu «Basilisc». |

Una basilisc és, dins la mitologia catalana, una mena de petit ésser que es pot presentar en diverses formes segons la zona geogràfica, ja siguin animals (una petita serp, una salamandra o sargantana, una reineta) o indefinides. Viu dins els sepulcres on el finat fou enterrat amb objectes valuosos o en llocs on hi ha tresors enterrats, amb la missió d'impedir que ningú no els robi. La seva mirada és mortal, ja sigui directament o per mitjà d'un verí que en surt.
Els cercadors de tresors anaven antigament equipats amb un mirall per tal d'esquivar el perill del basilisc, ja que aquest, en veure-s'hi reflectit, es moria víctima de la seva pròpia mirada. Segons les creences populars, els basiliscs podien néixer o bé d'uns petits ous de color verd, vermell o blau que ponien els galls, o bé del baf de l'or, ja que aquest metall contenia els gens de la bestiola.